# 濱岸日和
濱岸日和（日语：／ Hamagishi Hiyori，2002年9月28日—）是日本女藝人，為女子偶像團體日向坂46前成員，福岡縣出身，所屬經紀公司為Horipro。同時為時尚雜誌《with》專屬、《andGIRL》常規模特兒。2017年以平假名櫸坂46的二期生身分出道。2024年12月5日自日向坂46畢業。

## 經歷
2017年8月13日，濱岸通過平假名櫸坂46追加成員徵選 ，並在15日首次披露。12月12日，於幕張展覽館舉行的「平假名櫸坂46 平假名全國巡演2017 FINAL！」中首次公開亮相。
2019年6月21日，營運方宣布由於濱岸的身体状况持續不佳，而暫停活動进行休养。
2020年1月7日，營運方宣布濱岸將從第4張單曲開始恢復活動。2月4日和5日，在橫濱體育館舉行的「日向坂46×DASADA LIVE＆FASHION SHOW」中重返舞台。
2021年9月13日，獲講談社旗下女性時尚雜誌《with》起用為專屬模特兒，並於同月28日（當日也是濱岸的19歳生日）發行的《with》11月號開始登場。
2022年9月28日，在20歲生日當天，開設個人Instagram帳號。
2023年1月25日至31日以及2月4日至5日，在舞台剧《奇巧計程車 鑽石不会受傷》中飾演和田垣櫻。3月7日，獲主婦之友社旗下的女性時尚雜誌《andGIRL》起用為常規模特兒。
2024年8月6日，於日向坂46官網的個人部落格中宣布將於第12張單曲《絕對第六感》的活動結束後畢業。12月3日，發行首本個人寫真集《如果》（もしも），於家鄉福岡和塞班島拍攝。12月5日，於福岡海洋展覽館舉行的「Happy Magical Tour 2024」福岡場第二日公演中舉辦畢業典禮，正式從日向坂46畢業。12月22日，參與「線上見面＆問候（個別見面會）」，此為她以日向坂46成員身分參加的最後一場活動。12月23日，於日向坂46的冠名節目《在日向坂見面吧》中舉辦濱岸的畢業環節，節目最後由主持人奧黛麗給與畢業證書，也是最後一次出演該節目。12月26日，於東京巨蛋舉行的「Happy Magical Tour 2024」東京場第二日公演中登台演出。
2025年1月30日，在日向坂46官網發表最後一篇部落格。1月31日，濱岸位於日向坂46官方網站內的個人部落格正式關閉。5月1日，宣布加入經紀公司Horipro，並開設官方粉絲俱樂部「HiyoLab」。

## 人物
- 她原本就喜歡看可愛的女生雜誌，因而認識長濱禰留[42]。當時長濱屬於平假名櫸坂46，這讓她開始認識這個團體，並表示自己很喜歡全體成員朝著同一方向努力的世界觀與表現力[42]。這也成為她參加「平假名櫸坂46追加成員徵選」的動機[43]。
- 特技是古典芭蕾[44]。因為姐姐在學芭蕾[45]，她從3歲開始學習[46]，曾表示在小學畢業紀念冊上寫的將來夢想是「當芭蕾老師」[47]。
- 與前AKB48 Team TP成員小山美玲是中學同學[48]。

## 演唱歌曲
- 標註「★」符號者，表示該首歌曲有拍攝MV。

### 單曲
日向坂46
|      | 發行日期       | 單曲名稱              | 參與歌曲名稱              | 名義            | 收錄於 | MV | 備註                       |
| ---- | -------------- | --------------------- | ------------------------- | --------------- | ------ | -- | -------------------------- |
| 1st  | 2019年03月27日 | 心動了                | 心動了                    |                 | 全版本 | ★  | A面曲                      |
| 1st  | 2019年03月27日 | 心動了                | JOYFUL LOVE               |                 | 全版本 | ★  |                            |
| 1st  | 2019年03月27日 | 心動了                | 悸動草                    |                 | Type-C | ★  |                            |
| 1st  | 2019年03月27日 | 心動了                | 如果沉默是愛              | （2期生）       | 通常盤 |    |                            |
| 2nd  | 2019年07月17日 | Do Re Mi Sol La Si Do | Do Re Mi Sol La Si Do     |                 | 全版本 | ★  | A面曲                      |
| 2nd  | 2019年07月17日 | Do Re Mi Sol La Si Do | 狐狸                      |                 | 全版本 | ★  |                            |
| 2nd  | 2019年07月17日 | Do Re Mi Sol La Si Do | Dash&Rush                 | （2期生&3期生） | 通常盤 |    |                            |
| 4th  | 2020年02月19日 | 才沒這回事呢          | 才沒這回事呢              |                 | 全版本 | ★  | A面曲                      |
| 4th  | 2020年02月19日 | 才沒這回事呢          | 青春之馬                  |                 | 全版本 | ★  |                            |
| 4th  | 2020年02月19日 | 才沒這回事呢          | 我能為你做些什麼呢        | （2期生&3期生） | 通常盤 |    |                            |
| 5th  | 2021年05月26日 | 只有你最強            | 只有你最強                |                 | 全版本 | ★  | A面曲                      |
| 5th  | 2021年05月26日 | 只有你最強            | 聲音的足跡                |                 | 全版本 | ★  |                            |
| 5th  | 2021年05月26日 | 只有你最強            | 世界充滿了Thank you!      | （2期生）       | Type-D | ★  |                            |
| 5th  | 2021年05月26日 | 只有你最強            | 巨大的夢想壓垮了我        |                 | 通常盤 |    |                            |
| 6th  | 2021年10月27日 | 話說                  | 話說                      |                 | 全版本 | ★  | A面曲                      |
| 6th  | 2021年10月27日 | 話說                  | 無論多少次無論多少次      |                 | 全版本 | ★  |                            |
| 6th  | 2021年10月27日 | 話說                  | 意想不到的雙虹            |                 | Type-A |    |                            |
| 6th  | 2021年10月27日 | 話說                  | 酸澀的自我厭惡            |                 | Type-D | ★  | 與佐佐木美玲共同擔任Center |
| 6th  | 2021年10月27日 | 話說                  | 傷停補時                  |                 | 通常盤 |    |                            |
| 7th  | 2022年06月01日 | 我這種人              | 我這種人                  |                 | 全版本 | ★  | A面曲                      |
| 7th  | 2022年06月01日 | 我這種人              | 飛機雲的形成理由          |                 | 全版本 | ★  |                            |
| 7th  | 2022年06月01日 | 我這種人              | 戀愛中的魚在空中飛翔      | （2期生）       | Type-D | ★  |                            |
| 7th  | 2022年06月01日 | 我這種人              | 不知不覺被愛著            |                 | 通常盤 |    |                            |
| 7th  | 2022年06月01日 | 我這種人              | 無法再如此喜歡你          |                 | Type-A |    |                            |
| 8th  | 2022年10月26日 | 星月共舞的Midnight    | 星月共舞的Midnight        |                 | 全版本 | ★  | A面曲                      |
| 8th  | 2022年10月26日 | 星月共舞的Midnight    | HEY！OHISAMA！            |                 | 全版本 |    |                            |
| 8th  | 2022年10月26日 | 星月共舞的Midnight    | 一生一次的夏天            |                 | 通常盤 |    |                            |
| 9th  | 2023年04月19日 | One choice            | One choice                |                 | 全版本 | ★  | A面曲                      |
| 9th  | 2023年04月19日 | One choice            | 戀愛逃之夭夭              |                 | 全版本 | ★  |                            |
| 9th  | 2023年04月19日 | One choice            | You're in my way          | （2期生）       | Type-B |    |                            |
| 9th  | 2023年04月19日 | One choice            | 朋友啊 是夜空中第一顆星星 |                 | 通常盤 | ★  |                            |
| 10th | 2023年07月26日 | Am I ready?           | Am I ready?               |                 | 全版本 | ★  | A面曲                      |
| 10th | 2023年07月26日 | Am I ready?           | 接觸與感情                |                 | Type-A |    |                            |
| 10th | 2023年07月26日 | Am I ready?           | 你會倒立嗎？              | （2期生）       | Type-C |    |                            |
| 10th | 2023年07月26日 | Am I ready?           | 玻璃窗髒了                |                 | 通常盤 | ★  |                            |
| 11th | 2024年05月08日 | 你是蜜瓜              | 手持不會生鏽的劍！        | 平假名日向坂46  | 全版本 | ★  |                            |
| 11th | 2024年05月08日 | 你是蜜瓜              | 緊隨我後                  |                 | 通常盤 | ★  |                            |
| 12th | 2024年09月18日 | 絕對第六感            | 不記得你                  | 平假名日向坂46  | 全版本 | ★  |                            |
| 12th | 2024年09月18日 | 絕對第六感            | 下雪了 在心的世界中       | 平假名日向坂46  | Type-D |    |                            |

平假名櫸坂46
| 發行日期        | 歌名                 | 名義                | 收錄於                     | MV | 備註 |
| --------------- | -------------------- | ------------------- | -------------------------- | -- | ---- |
| 2017年010月25日 | NO WAR in the future | 平假名櫸坂46        | 櫸坂46《就算風吹》Type-B   |    |      |
| 2018年03月07日  | 一半的記憶           | 平假名櫸坂46第2期生 | 櫸坂46《打破玻璃！》通常盤 |    |      |
| 2018年08月15日  | 快樂氛圍             | 平假名櫸坂46        | 櫸坂46《矛盾心理》Type-B   | ★  |      |
| 2019年02月27日  | 想對你說的話         | 平假名櫸坂46        | 櫸坂46《黑羊》全版本       | ★  |      |
| 2019年02月27日  | 擁抱你               | 平假名櫸坂46        | 櫸坂46《黑羊》Type-B       |    |      |

### 專輯
日向坂46
|     | 發行日期       | 專輯名稱   | 參與歌曲名稱              | 名義      | 收錄於 | 備註 |
| --- | -------------- | ---------- | ------------------------- | --------- | ------ | ---- |
| 1st | 2020年09月23日 | HINATAZAKA | 心機小可愛                |           | 全版本 | ★    |
| 1st | 2020年09月23日 | HINATAZAKA | 跳得比誰都還高！2020      |           | Type-A |      |
| 1st | 2020年09月23日 | HINATAZAKA | 日向坂                    |           | Type-A |      |
| 1st | 2020年09月23日 | HINATAZAKA | NO WAR in the future 2020 |           | Type-B |      |
| 1st | 2020年09月23日 | HINATAZAKA | 不顧一切地                |           | Type-B |      |
| 1st | 2020年09月23日 | HINATAZAKA | My fans                   |           | Type-B |      |
| 1st | 2020年09月23日 | HINATAZAKA | 約定之卵 2020             |           | 通常盤 |      |
| 2nd | 2023年11月08日 | 脈動的感情 | 你從零變為一吧            |           | 全版本 | ★    |
| 2nd | 2023年11月08日 | 脈動的感情 | 自動販賣機和主體性        | （2期生） | Type-B |      |

平假名櫸坂46
|     | 發行日期       | 專輯名稱   | 參與歌曲名稱         | 名義      | 收錄於 | 備註 |
| --- | -------------- | ---------- | -------------------- | --------- | ------ | ---- |
| 1st | 2018年06月20日 | 起跑的瞬間 | 沒有期待的自己       |           | 全版本 | ★    |
| 1st | 2018年06月20日 | 起跑的瞬間 | 不成熟的憤怒         | （2期生） | Type-A |      |
| 1st | 2018年06月20日 | 起跑的瞬間 | 約定之卵             |           | Type-A |      |
| 1st | 2018年06月20日 | 起跑的瞬間 | 衝往最前排           | （2期生） | Type-B |      |
| 1st | 2018年06月20日 | 起跑的瞬間 | 像車輪摩擦般哭泣的你 |           | Type-B |      |
| 1st | 2018年06月20日 | 起跑的瞬間 | 不會破裂的彈珠       |           | 通常盤 |      |
| 1st | 2018年06月20日 | 起跑的瞬間 | 平假名的戀愛         |           | 通常盤 |      |

## 演出

### 電視劇
- 無邊無界（2021年3月7日－5月9日，光TV）：飾演 八辻圭[49][50]
- 聲春！（2021年4月29日－7月1日，日本電視台）：飾演 莉莉[51]
- Imikowa考察推理詭異（2023年，朝日電視台）：飾演 神崎美月
  - 灵异驱魔师 事故房（2023年10月28日）[52][53]
  - 灵异驱魔师 诅咒的钢琴（2023年11月4日）[54][55]
  - 灵异驱魔师 恶魔召唤（2023年11月11日）[56][57]

### 舞台劇
- 奇巧計程車 鑽石不會受傷（2023年1月25日－31日，東京：大手町三井廳／2月4日－5日，大阪：COOL JAPAN PARK OSAKA TT會館）：飾演 和田垣櫻（和田垣さくら）[24]

### 網路節目
- ODDTAXI RADIO〜今いい感じなんです〜（2023年1月20日－，音泉、YouTube）[58][59]
- 〜舞台「奇巧計程車 鑽石不會受傷」上演紀念～附帶動畫正文 第1話至3集（2023年1月20日）[60]

### 活動
- GirlsAward
  - Rakuten GirlsAward 2022 SPRING / SUMMER（2022年5月14日，幕張展覽館）[61]
  - Rakuten GirlsAward 2023 SPRING / SUMMER（2023年5月4日，國立代代木競技場第一體育館）[62]
  - Rakuten GirlsAward 2023 AUTUMN / WINTER（2023年9月30日，幕張展覽館）[63]
  - Rakuten GirlsAward 2024 SPRING / SUMMER（2024年5月3日，国立代代木競技場第一体育館）[64]
  - Rakuten GirlsAward 2024 AUTUMN / WINTER（2024年10月19日，幕張展覽館）[65]
- Rakuten GirlsAward 2025 SPRING/SUMMER（2025年5月3日，国立代代木競技場第一体育館）[66]
- 東京女孩展演
  - Mynavi presents 第28回 Tokyo Girls Collection 2019 SPRING / SUMMER（2019年3月30日，橫濱體育館）[67]
  - 第30回 Mynavi Tokyo Girls Collection 2020 SPRING / SUMMER（2020年2月29日，国立代代木競技場第一体育館）[68]
  - 第34回 Mynavi Tokyo Girls Collection 2022 SPRING / SUMMER（2022年3月21日，国立代代木競技場第一体育館）[69]
  - 第35回 Mynavi Tokyo Girls Collection 2022 AUTUMN / WINTER（2022年9月3日，埼玉超級競技場）[70]
  - oomiya presents TGC WAKAYAMA 2023 by TOKYO GIRLS COLLECTION（2023年2月11日，和歌山大鯨）[71]
  - 第36回 Mynavj Tokyo Girls Collection 2023 SPRING / SUMMER（2023年3月4日，国立代代木競技場第一体育館）[72]

## 書籍

### 寫真集
- 如果（；2024年12月3日，主婦之友社）[73][74]

### 雜誌連載
- with（日语：with (雑誌)）（2021年9月28日－，講談社）- 專屬模特兒[5][6]
- andGIRL（2023年3月7日－，主婦之友社）- 常規模特兒[7]

## 備註
1. ↑  舞台剧原定于2022年7月14日至18日上演[21][22]，但由于2022年7月9日有公演相关人员确诊感染新冠病毒，导致所有演出取消并延期[23]。

## 外部連結
- HiyoLab （页面存档备份，存于） - 濱岸日和官方粉絲俱樂部（日語）
- Horipro個人介紹頁 （页面存档备份，存于）（日語）
- 濱岸日和的Instagram帳戶（2022年9月28日－）（日語）
- 濱岸日和官方的X（前Twitter）（2025年5月1日－）（日語）

日向坂46時期
- 日向坂46個人介紹頁（日語）
- 濱岸日和 官方部落格 - 日向坂46官方網站（2017年12月6日－2025年1月31日）（日語）
- 日向坂46濱岸日和1st写真集【公式】的X（前Twitter）（日語）
- 日向坂46濱岸日和1st寫真集【公式】的Instagram帳戶（日語）
- 濱岸 日和（日向坂46）的SHOWROOM專頁（日語）